# 중남부주 (부르키나파소)
중남부주(中南部州, 프랑스어: Centre-Sud 상트르쉬드[*])는 부르키나파소 남부에 위치한 주로 주도는 망가이며 면적은 11,321km2, 인구는 638,379명(2006년 기준)이다. 서쪽으로는 중서부주, 북쪽으로는 중부주와 플라토상트랄주, 동쪽으로는 중동부주과 접하며 남쪽으로는 가나와 국경을 접한다. 3개 현(바제가현, 나우리현, 준드웨오고현)를 관할한다.